# Strangalia cambrei
Strangalia cambrei är en skalbaggsart som beskrevs av Linsley och Chemsak 1976. Strangalia cambrei ingår i släktet Strangalia och familjen långhorningar. Inga underarter finns listade i Catalogue of Life.